# Monnechroma azurea
Monnechroma azurea là một loài bọ cánh cứng trong họ Cerambycidae.